# Liverpool Football Club Women
El Liverpool Football Club Women (anteriormente conocido como Liverpool Ladies Football Club) es la sección femenina del Liverpool F. C., un club de fútbol inglés. Actualmente juega en la Women's Super League, máxima categoría del fútbol femenino en Inglaterra, tras haber ascendido en 2022.

## Historia
Fue fundado en 1989 como Newton LFC, pero en 1991 pasó a llamarse Knowsley United WFC. Con ese nombre fue uno de los ocho equipos fundadores de la liga inglesa ese mismo año. En esta primera etapa llegaron a la final de la Copa de la Liga de 1993 y la Copa de 1994; perdieron ambas.
En 1995 el Knowsley se convirtió en la sección femenina del Liverpool. Comenzaron esta nueva era con un subcampeonato, pero con el paso del tiempo se convirtieron en un equipo ascensor, con tres descensos entre 2001 y 2009.
Regresaron a Primera con la inauguración de la WSL, la primera liga profesional inglesa. En 2011 y 2012 fueron colistas pero, en un cambio radical, ganaron la liga en 2013 y revalidaron el título en 2014.
En su debut en la Liga de Campeones cayeron en la primera ronda.

## Palmarés
- FA WSL: 2013, 2014.

## Trayectoria

### Nacional
|                  | 92  | 93  | 94  | 95  | 96  | 97  | 98 | 99  | 00  | 01   | 02  | 03  | 04  | 05  | 06  | 07  | 08   | 09   | 10  | 11  | 12  | 13 | 14 |
| ---------------- | --- | --- | --- | --- | --- | --- | -- | --- | --- | ---- | --- | --- | --- | --- | --- | --- | ---- | ---- | --- | --- | --- | -- | -- |
| Primera División | 4.º | 3.º | 3.º | 2.º | 5.º | 4.º | ?º | 6.º | 8.º | 10.º |     |     |     | 9.º |     |     | 10.º | 11.º |     | 8.º | 8.º | 1º | 1º |
| Segunda División |     |     |     |     |     |     |    |     |     |      | 5.º | 6.º | 1.º |     | 2.º | 1.º |      |      | 1.º |     |     |    |    |

### Europea
| 2015 |  | 2-1 0-3 Linköping |